# يوسف مكي
يوسف مكي (1947م-)، مفكر وكاتب وباحث سعودي، ولد في مدينة سيهات في القطيف بالمنطقة الشرقية. حاصل على دكتوراه فلسفة في السياسة المقارنة من جامعة دنفر قسم الدراسات الدولية بولاية كولورادو بأمريكا، وماجستير في الاقتصاد الدولي من نفس الجامعة. كما حصل على بكالوريوس علوم في السلوك الإنساني.

## المناصب والعضويات
- أمين سر اللجنة التنفيذية مركز دراسات الوحدة العربية[1]
- الأمين العام المساعد للمؤتمر القومي العربي
- محكم دراسات في مركز دراسات الوحدة – بيروت
- استشارات في الصحافة وصناعة القرار.
- رئيس موقع التجديد العربي
- رئيس لجنة التدقيق والضبط والمراجعة الشاملة للموسوعة العربية العالمية

### العضويات
- عضو مجلس الأمناء بمركز دراسات الوحدة في بيروت
- عضو مجلس أمناء المنظمة العربية لمكافحة الفساد، بيروت

## مؤتمرات ومشاركات إعلامية
شارك يوسف مكي في عشرات المؤتمرات، بشكل دوري، ومنها :
- آفاق التحول الديمقراطي بالبحرين.
- مؤتمر المنظمات غير الحكومية التنمية المستدامة- الجزائر، القاهرة.
- منتدى التنمية بالخليج العربي، البحرين.
- لجان استشارية ومحاضرات عديدة في مهرجان التراث الوطني (الجنادرية).

- ملتقى الحوار الوطني بالسعودية.
- ندوات المنظمة العربية لمكافحة الفساد.
- ندوات منتدى الفكر العربي، وعدد من مؤتمرات مؤسسة الفكر العربي.
- ندوات كثيرة مع مركز دراسات الوحدة العربية.

- قدّم عددًا من الأبحاث في أثناء مشاركته في مؤتمراتٍ خارج الوطن العربي، مثل الولايات المتحدة الأمريكية.
- المشاركة في كثير من المقابلات التلفازية، في محطاتٍ عربيّةٍ وأجنبيّة.
وألقى محاضرات في الرباط، والجزائر، وتونس، والخرطوم، والقاهرة، ودمشق، وبيروت، وعمان، والبحرين، وقطر، وفي السعودية، تحديدًا في الرياض، والدمام، والقطيف، وسيهات.

## إصدارات
- في الوحدة والتداعي دراسة في أسباب تعثر مشاريع النهضة العربية، مركز دراسات الوحدة العربية
- عوامل مؤثرة في تغيير الأهداف والإستراتيجيات - أطروحة دكتوراه.
- تحطيم المرايا: نقد النقد، مجلة المستقبل مركز دراسات الوحدة العربية
- أزمة الدولة العربية: مركز دراسات الوحدة العربية
- قراءة في فكر أمين الريحاني، مركز دراسات الوحدة العربية
- أثر التطورات العلمية، وبخاصة الثورة الرقمية على الثقافة العربية_ مؤسسة فكر
- النظام العربي والمقاومة، مجلة المستقبل- مركز دراسات الوحدة العربية.
- كيف يصنع القرار العربي

إضافة إلى عشرات البحوث والمقالات والحوارات في دوريات عربية كالمستقبل العربي، ومواقف عربية والعروبة، ومنابر، وفكر... تناولت قضايا عديدة: كالاستشراق، وأسباب تداعي العمل العربي، وقضايا العولمة والتنمية الاقتصادية، وإشكالات الفلسفة ومشاكل وهموم المرأة السعودية، والسياسة الأمريكية، وقضايا الاحتلال الأجنبي... والأزمات الطائفية والإثنية، ومواضيع الهوية. كما شملت قراءات ومناقشات لعدد من الكتب العربية.
إلى جانب مقالة أسبوعية في جريدة الوطن بشكل منتظم، منذ أكتوبر عام 2001 حتى عام 2017 ومقالة أخرى أسبوعية في الخليج الإماراتية كل يوم ثلاثاء منذ يوليو عام 2007 حتى تاريخه، ومقالات في صحيفة الشرق الأوسط، عدا مشاركات وحوارات مختلفة في معظم الصحف السعودية، وعدد من الصحف العربية. شملت مختلف القضايا الراهنة. متاح بعضها بأرشيف الصحف المشار إليها، وفي عدد كبير من مواقع الأنترنت.
ومشاركة في الإعداد والكتابة لموسوعات عربية، أهمها الموسوعة العربية العالمية، وموسوعة الحركات القومية الصادرة عن مركز دراسات الوحدة. وتحكيم لعشرات الكتب التي نشرت بالمركز المذكور.